# لونغ بوينت
لونغ بوينت (بالإنجليزية: Long Point (Cape Cod))‏ هي منطقة سكنية تقع في الولايات المتحدة في مقاطعة بارنستابل. يقدر عدد سكانها بـ 260 نسمة ومساحتها 0.6 كم2 .